# Мирза Мехди Наджи
Мирза Мехди Наджи (азерб. Mirzə Mehdi Naci; 1805, Гянджа, Российская империя — 1882, Гянджа, Елизаветпольский уезд, Елизаветпольская губерния, Российская империя) — азербайджанский поэт XIX века, участник общества «Дивани-Хикмет», каменотёс и врач.

## Биография
Мирза Мехди Наджи родился в 1805 году в Гяндже. Он работал врачом и делал надгробия в родном городе. Из рукописей Наджи ясно, что у него была особая больница. Здесь он лечил больных и давал им бесплатные лекарства. Он большую часть времени проводил в больнице, а в свободное время писал стихи. Мирза Мехди как врач также был известен в окрестных сёлах Гянджи, Карабахе и Шамсаддинском магале. Мирза Мехди Наджи скончался в 1882 году в Гяндже и был похоронен в мавзолее Имамзаде.

## Творчество
Глубоко знакомый с восточной культурой, Мирза Мехди Наджи славился не только своим поэтическим талантом, но и искусной каллиграфией и врачебными способностями. Наджи был известен так же, как мастер искусства гравюры. Поэт также изготовил для себя, Алекпер-бека и Али-бека из Гянджи надгробия, оформленные орнаментом и линейным узором. Помимо этого, также сделал особые надгробия Мирза Адыгёзял-беку и его сын Мямо. Надписи и орнаменты, которые он написал на надгробиях на Гянджинском кладбище показывают, что Наджи очень любил это искусство. Часто поэт вырезал на камне хорошо написанную статью, историческую или поучительную поэму. Мирза Мехди Наджи сделал надгробные памятники, украшенные орнаментом, а также философскими рубаи и поучительными стихами Омара Хайяма. Наджи иногда писал свои стихи под псевдонимом «Табиб» («Врач») в связи с медициной. Он также указал на свое лекарство в своем автографе. Поэт пишет: «В 1860 году ко мне в больницу однажды пришли Лиммерман, «судья» Гянджинского суда, с женой его Марьям (Мария) и дочерью. Я писал газели. Он попросил меня написать несколько личных газелей о его жене и дочери. Вот почему я написал об этих лицах и передал их ему». 
Мирза Мехди Наджи также держал связь с другим гянджинским поэтом, Ага Исмаилом Забихом, который переехал в Тебриз. Наджи также сильно влиял на творчество Ага Исмаила Забиха до его переезда. Помимо этого он был знаком и обменивался с поэтами из других городов: Молла Аббас из Эривана, Молла Сафар из Сальяна, Молла Хусейн из Трабзона. Поэт также был в Эриване и Тифлисе, где написал часть своих стихов. Различные путешественники также при посещении Гянджи гостевали у Мирзы Мехди. Среди них были Хаджи Хидаят Тафтиши и Молла Абдулла Хейбаи в 1867 году, Ага Шейх Джалаледдин Буруджарди в 1872 году и Хаджи Мухаммед Тебризи. Остались две рукописи дивана Наджи, состоящие из газелей, мухаммасов, тахмисов, мураббе, хаджвов. Первая рукопись состоит из 46 страниц и была написана поэтом лично, а вторая из 128 страниц и была переписана секретарем по имени Мирза Алекпер. Основная часть его произведений была написана на тему лирики, а также общественную тематику. В своих стихах Наджи также критиковал невежество религиозных деятелей.  